# Henry Marx (Politiker)

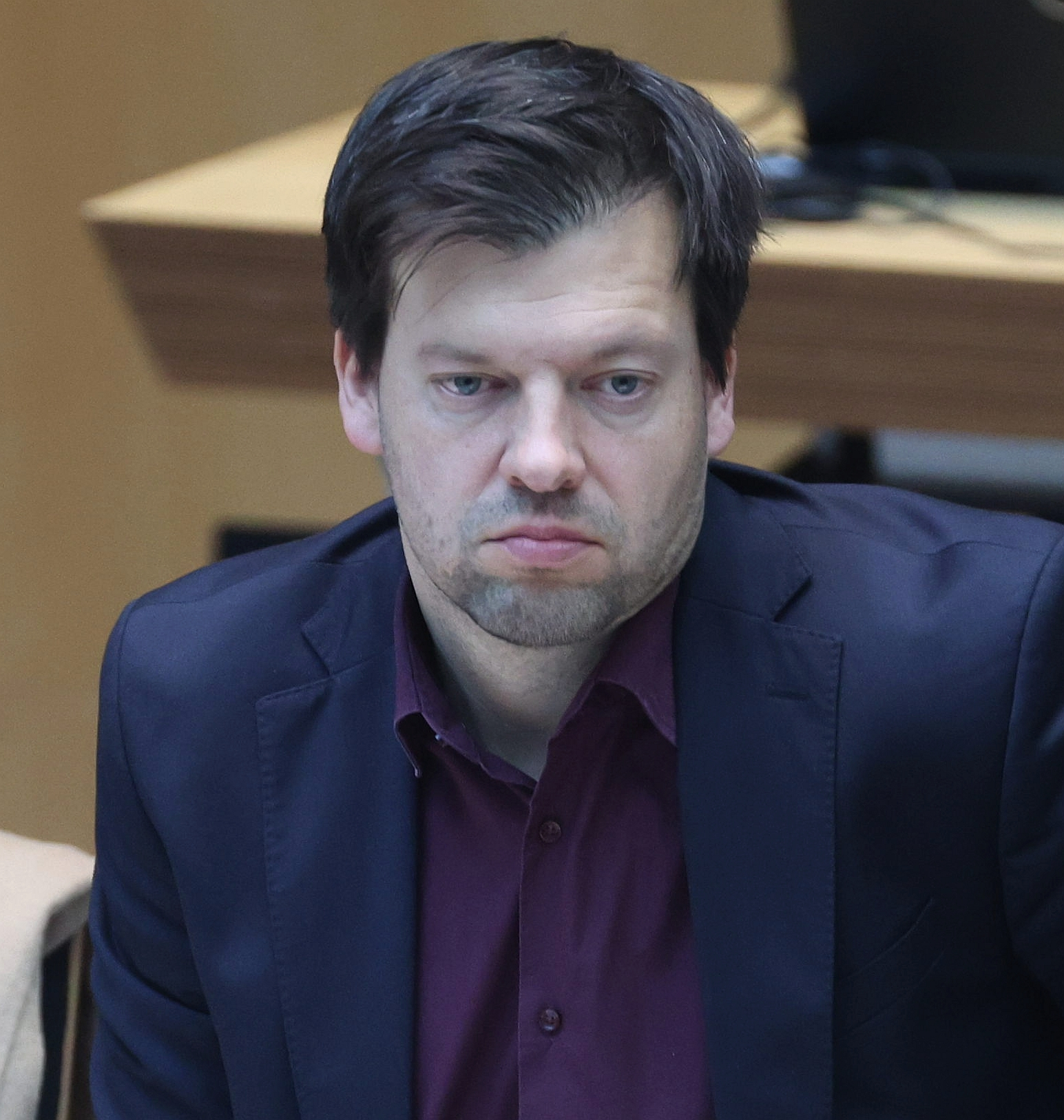
Henry Marx (2024)

Henry Marx (* 16. November 1982 in Hamburg) ist ein deutscher Politiker (SPD). Seit April 2023 ist er Staatssekretär für Wissenschaft in der Berliner Senatsverwaltung für Wissenschaft, Gesundheit und Pflege.

## Leben

### Ausbildung und akademische Laufbahn
Marx studierte Geschichte, Spanisch, Politik- und Südasienwissenschaften  an der Humboldt-Universität zu Berlin und der Universidad Complutense de Madrid. Er schloss das Studium 2012 mit dem Bachelor of Arts ab. Anschließend setzte er sein Studium in den Fächern Geschichte und Spanisch an der Humboldt-Universität fort. Das Studium schloss er 2014 mit einer Abschlussarbeit zum innerbetrieblichen Gefüge von Osram und der AEG im Dritten Reich und dem Master of Education ab.
Während seines Studiums absolvierte er von 2006 bis 2007 ein Praktikum in der Vergangenheitsagentur, einer Kommunikationsagentur mit historischem Schwerpunkt, wo er zur Abrissdebatte um den Palast der Republik tätig war. 2010 absolvierte er sein studienbegleitendes Praktikum in der Außenstelle des Instituts für Zeitgeschichte im Auswärtigen Amt. Von 2012 bis 2014 arbeitete er als studentische Hilfskraft bei Michael Wildt am Lehrstuhl für Deutsche Geschichte im 20. Jahrhundert mit einem Schwerpunkt im Nationalsozialismus.
Von März 2014 bis November 2018 war er im Rahmen seiner Promotion Stipendiat im Projekt „Geschichte des Reichsarbeitsministeriums in der Zeit des Nationalsozialismus“ der von 2013 bis 2018 aktiven Historikerkommission Reichsarbeitsministerium. 2018 wurde er zum Dr. phil. promoviert.

### Berufliche Tätigkeit
Marx war von Oktober 2019 bis Februar 2020 Berater der Public-Affairs-Agentur elfnullelf und anschließend bis Juni 2021 Referendar am Johann-Gottfried-Herder-Gymnasium in Berlin-Lichtenberg. Im Bezirk war er anschließend bis zu seiner Ernennung zum Staatssekretär im April 2023 Lehrer an der 38. Grundschule „Schule am Fennpfuhl“.

### Politische Tätigkeit
Marx war Co-Vorsitzender der SPD-Kreisverbands Friedrichshain-Kreuzberg und nahm an den Sondierungsgesprächen und Koalitionsverhandlungen im Nachgang der Wiederholungswahl zum Abgeordnetenhaus von Berlin 2023 teil, wo er unter anderem Teil der Verhandlungsgruppe Wirtschaft im Vorfeld der schwarz-roten Koalition war.
Am 28. April 2023 wurde Marx zum Staatssekretär für Wissenschaft in der Berliner Senatsverwaltung für Wissenschaft, Gesundheit und Pflege ernannt. Marx ist Mitglied des Kuratoriums der Technologiestiftung Berlin.

## Werke (Auswahl)
- Henry Marx: Die Verwaltung des Ausnahmezustands. Wissensgenerierung und Arbeitskräftelenkung im Nationalsozialismus. Reihe Geschichte des Reicharbeitsministeriums im Nationalsozialismus. Wallstein Verlag, Göttingen 2019, ISBN 978-3-8353-3522-6.
- Sören Eden, Henry Marx und Ulrike Schulz: Ganz normale Verwaltungen? Methodische Überlegungen zum Verhältnis von Individuum und Organisation am Beispiel des Reichsarbeitsministeriums 1919 bis 1945. In: Vierteljahreshefte für Zeitgeschichte, Band 66 (2018), Heft 3, S. 487–520. doi:10.1515/vfzg-2018-0029
- Henry Marx: Arbeitsverwaltung und Organisation der Kriegswirtschaft. In: Alexander Nützenadel (Hrsg.): Das Reichsarbeitsministerium im Nationalsozialismus. Verwaltung, Politik, Verbrechen. Wallstein Verlag, Göttingen 2017, ISBN 978-3-8353-3002-3, S. 282–314.
  - Englischsprachige Ausgabe: Henry Marx: The Labour Administration and the Organization of the War Economy. In: Bureaucracy, Work and Violence. The Reich Ministry of Labour in Nazi Germany. Berghahn Books, New York City / Oxford 2020, ISBN 978-1-78920-458-2, S. 239–268.
- Ulrike Schulz und Henry Marx: Soziologie des Holocaust. Rezension. In: KZfSS Kölner Zeitschrift für Soziologie und Sozialpsychologie, Band 69 (2017), S. 173–176. DOI:10.1007/s11577-016-0403-4
- Henry Marx: Soziale Beziehungen bei OSRAM und der AEG in Berlin 1939–1945. Betriebliche Herrschaft und Machtbeziehungen. Masterarbeit. Institut für Geschichtswissenschaft an der Humboldt-Universität zu Berlin, Berlin 2014.
- Henry Marx: Ein Ausblick in die Zukunft. Das Humboldt-Forum auf dem Schloßplatz. In: Alexander Schug (Hrsg.): Palast der Republik. Politischer Diskurs und private Erinnerung. Berliner Wissenschaftsverlag BWV, Berlin 2007, ISBN 978-3-8305-1373-5, S. 192–204.